# Passarela (moda)

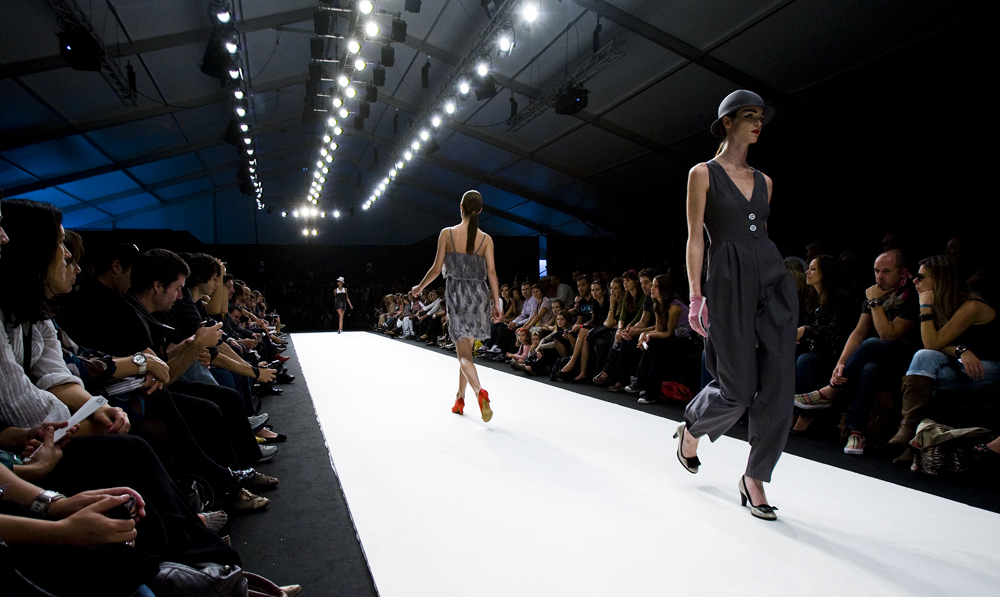
Modelos desfilando na passarela.

Passarela é o local onde os modelos fazem os desfiles de moda. É uma plataforma estreita e geralmente plana em um auditório, utilizada por modelos para demonstrar roupas e acessórios durante um desfile de moda. No jargão da moda, "o que está na passarela" ou expressões semelhantes podem se referir a tudo que é novo e popular na moda. 

## Origem
Sua origem, remonta a Paris do século XIX quando as auxiliares de lojas e vendedoras, passaram a apresentar as roupas para seus clientes. Esse modelo contribuiu para construção de uma linguagem própria de apresentação, conforme explica Vilaseca. Os bailes aristocráticos foram outra oportunidade para a burguesia emergente mostrar sua riqueza através da roupa. Do ponto de vista comercial, Charles Frederik Worth mudou o modo como os franceses consumiam moda, desenvolvendo a primeira coleção apresentada de forma sequencial e ordenada, seus desfiles logo se tornaram um evento disputado pela sociedade da época.

## 1920
Nos anos 1920, Chanel, Schiaparelli e Vionnet realizavam pequenas reuniões, fotógrafos seguiam sem ser convidados e as editoras também. Após o final da Segunda Guerra Mundial, a apresentação de 1947 de Christian Dior não foi só célebre pelo New Look, pela primeira vez, fotógrafos de revistas e jornais, editoras e colecionadoras formariam a tríade dos desfiles de moda.

## 1960
Nos anos 1960, com a chegada do prêt-a-porter, desfiles se tornaram happenings, com o conceito de celebridades. Na Saint Laurent, as musas Betty Catroux, Loulou de La Falaise, Bianca Jagger, Jackie O, Sophia Loren e Audrey Hepburn. Rabanne levava todos para galerias de arte em desfiles performáticos. Pierre Cardin apresentava coleções às margens do Rio Sena.

## 1980
A década de 1980 eram protagonizada pelos grandes shows, Thierry Mugler foi o primeiro a vender ingressos para os seus “shows” no Cirque D’Hiver, extrapolando a duração de uma hora. Montana ia pelo mesmo caminho, seguido por Jean Paul Gaultier, com a entrada de Karl Lagerfeld na direção criativa da Chanel, 100 looks eram de praxe.

## Século 21
No século 21, celebridades também passaram a desfilar, desfiles inteiros começaram a ser publicados na internet em tempo real e LVMH e Kering passam a disputar qual desfile seria o mais grandioso. Na virada de 2010 para 2020, editoras famosas como Anna Dello Russo e Giovanna Battaglia passaram a dividir seus lugares com influenciadores.

## Fashion Week Non Stop
Atualmente, marcas européias apostam alto em celebridades asiáticas, especialmente nas estrelas do K-POP, que atraem pessoas para as portas dos desfiles e para as transmissões ao vivo. Desfiles passaram a ser onipresentes, com mais desfiles de coleções que levam convidados a diversos destinos. A Dior, por exemplo, chega a realizar 8 desfiles no ano.

## Galeria

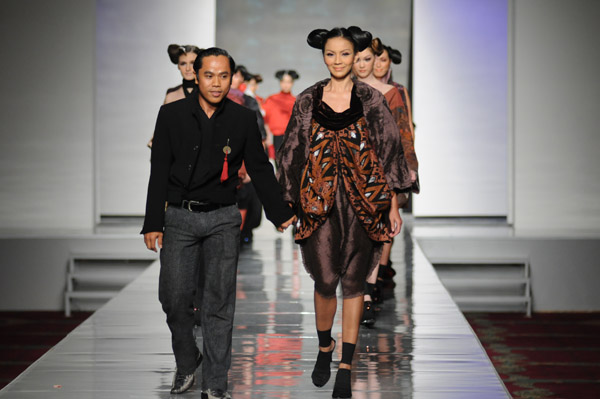
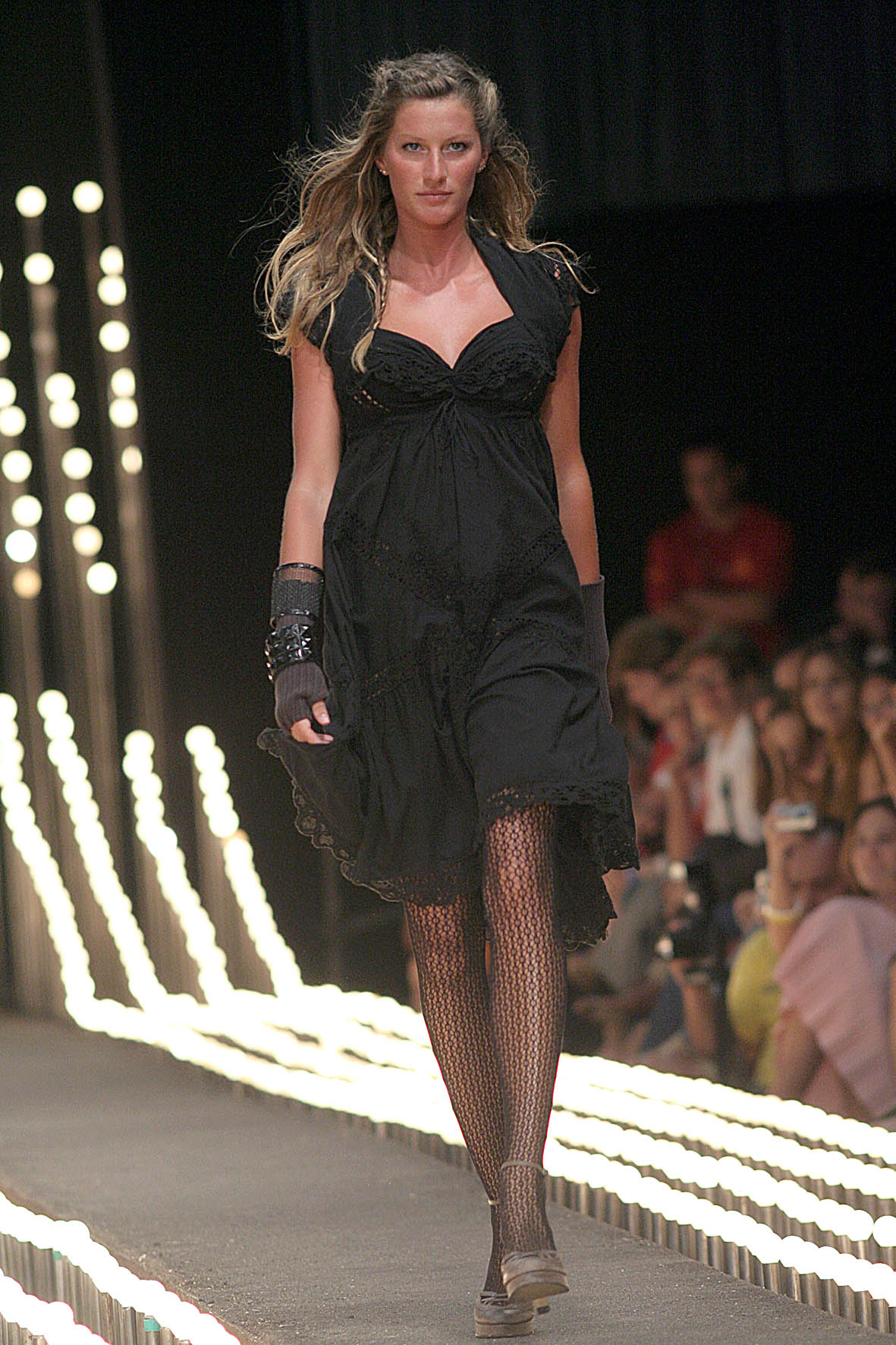
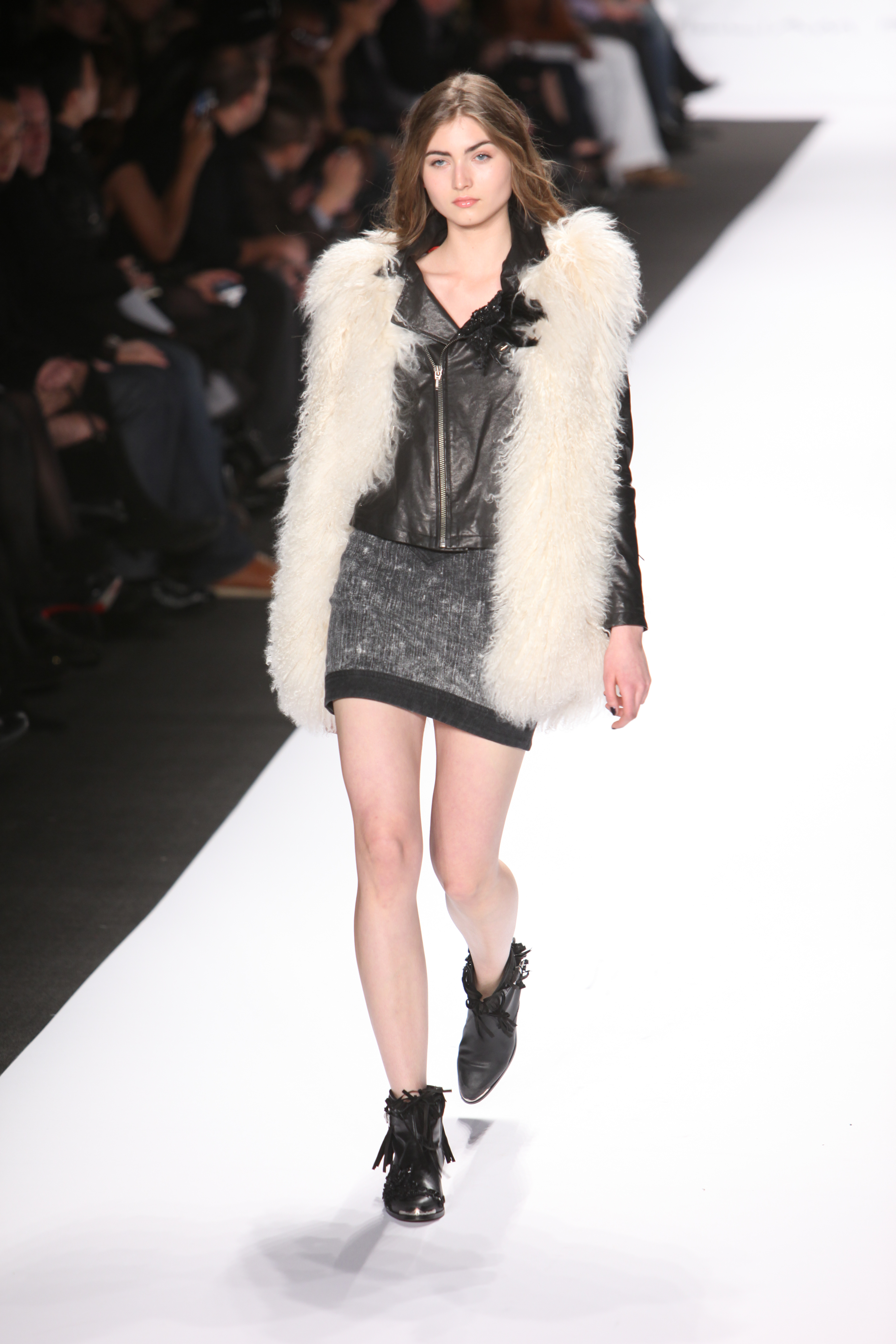
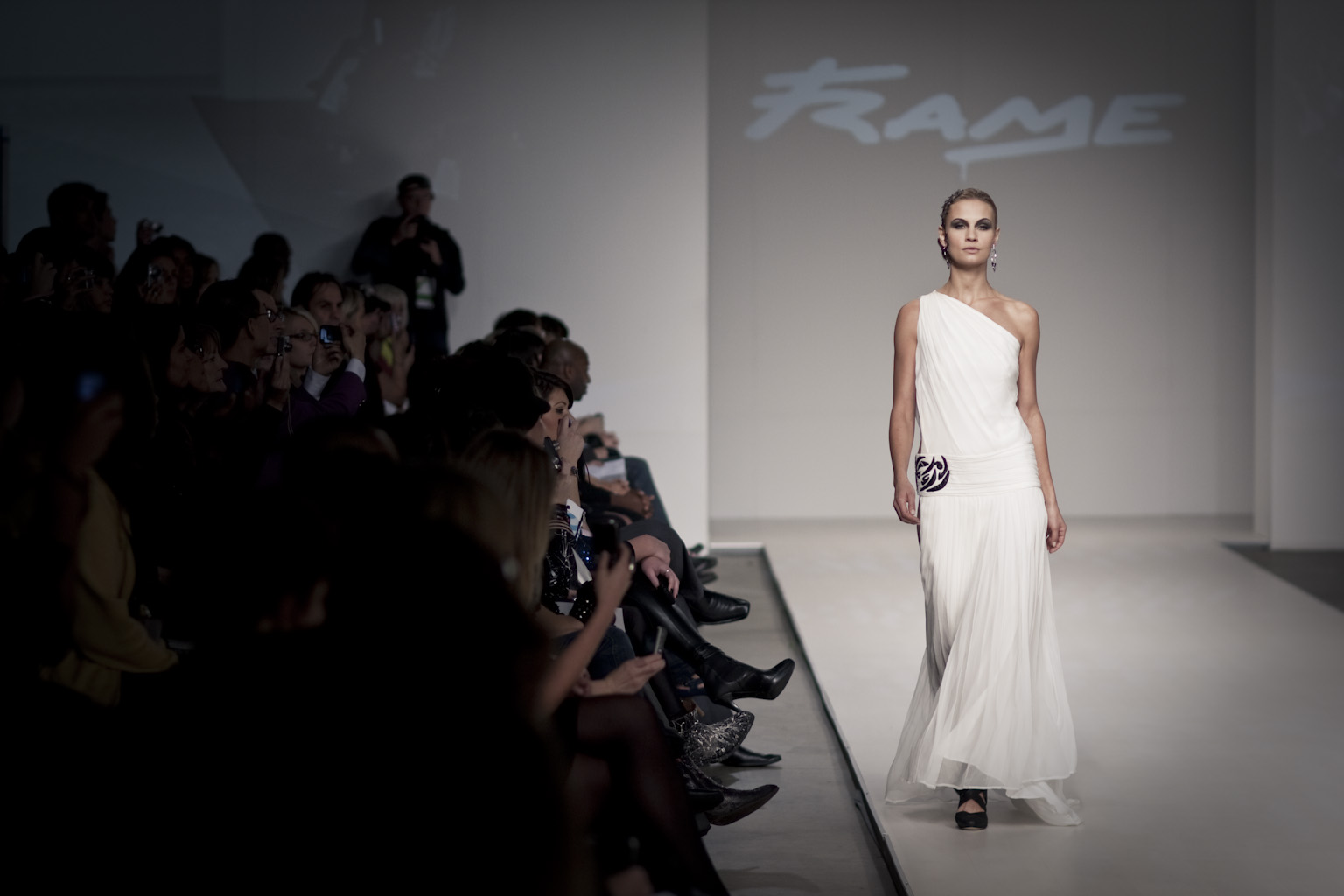